# Slatina, Rumänien

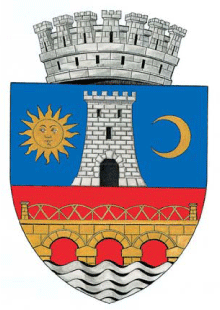
Stadens vapen.

Slatina är en stad i södra Rumänien, och är administrativ huvudort för județet Olt. Staden hade 63 524 invånare enligt folkräkningen 2011.